# Teufelstein (Fischbacher Alpen)
Der Teufelstein ist mit 1498 m ü. A. der höchste Punkt des Gemeindegebietes von Fischbach in der Steiermark. Er gehört zu den Fischbacher Alpen und ist vorherrschend mit Nadelwald bedeckt.

## Der Felsen Teufelstein
In Gipfelnähe ragt der gleichnamige Felsen auf (⊙), eine sagenumwobene Kultstätte. Der Teufelstein selbst besteht aus drei großen übereinanderliegenden Felsklötzen, welche eine Höhe von zirka 6 Metern aufweisen. Der Sage nach wollte der gefallene Engel Luzifer hier einen Turm erbauen, welcher bis in den Himmel ragen sollte, um so wieder in den Himmel zu gelangen.
Aus geologischer Sicht handelt es sich bei den Felsen um das Ergebnis von Verwitterung, bei der harte Gesteine länger bestehen bleiben als ihre Umgebung. Solche Felsbildungen sind in den Ostalpen, speziell in den Randgebirgen des Grazer Beckens, nicht selten und werden auch als Ofen bezeichnet.
Die Sage vom Teufelstein:

„Im Norden des Bezirkes Weiz dehnen sich die Fischbacher Alpen aus. Auf einem Berge derselben, zu höchst oben, befinden sich drei große, übereinanderliegende Felsenklötze, welche „Teufelstein“ genannt werden.
Nachdem Luzifer vom Himmel in die Hölle hinab verstoßen worden war, trieb er Jahrtausende hindurch daselbst als oberster der Teufel sein Unwesen, doch wollte ihm dies ganz und gar nicht behagen. Er bat daher den lieben Herrgott um seine Wiederaufnahme in den Himmel. Dieser bewilligte ihm die Bitte, jedoch unter der Bedingung, dass Luzifer in der heiligen Christnacht in der Zeit, als der Priester am Altare die heilige Hostie aufhebt, einen Turm von der Erde bis zum Himmel baue; derselbe müsste bis zum zweiten Glockenschalle, dem Zeichen zur Aufhebung des Kelches, fertig sein. Im Glauben, dies Werk trotz der kurzen Frist leicht vollbringen zu können, ging der Teufel auf die Bedingung ein.
Er machte sich ein eigenes Traggestell zurecht, und als das erste Glockenzeichen ertönte, erfasste der Satan drei große Riesensteine und trug sie durch die Luft auf die Fischbacheralpe. Nun wollte er ein zweites Mal dasselbe tun, warf aber in seiner Hast die Steine mit zu großer Gewalt auf das Traggestell, so dass dieses brach. Bevor er nun das Gestell wieder zusammengerichtet hatte, ertönte vom Tale herauf das zweite Glockenzeichen, und der Priester am Altare hob den Kelch empor. Da war nun die Frist für Luzifer zu Ende. Wild fuhr er in die Hölle zurück, die drei Steine aber ließ er auf der Fischbacheralpe liegen, und sie heißen nach ihm „Teufelstein“.“

## Anstiegsrouten
Der Teufelstein ist auf mehreren einfachen markierten Wanderwegen zu erreichen.
Die kürzesten Anstiege von der Straße über den Schanzsattel (ab dem Gasthof Auf der Schanz oder dem Zeller Kreuz) erfordern 1 Stunde Gehzeit. Von der Waldschule auf dem Alpl ist der Teufelstein über den Kluppeneggerhof (das Geburtshaus des Schriftstellers Peter Rosegger), das Lendkreuz sowie den Weitwanderweg 06B in 3 bis 3½ Stunden zu erreichen.
Im Winter eignet sich die waldreiche Mittelgebirgslandschaft mit ihren vorwiegend sanften Flanken gut für das Schneeschuhwandern.

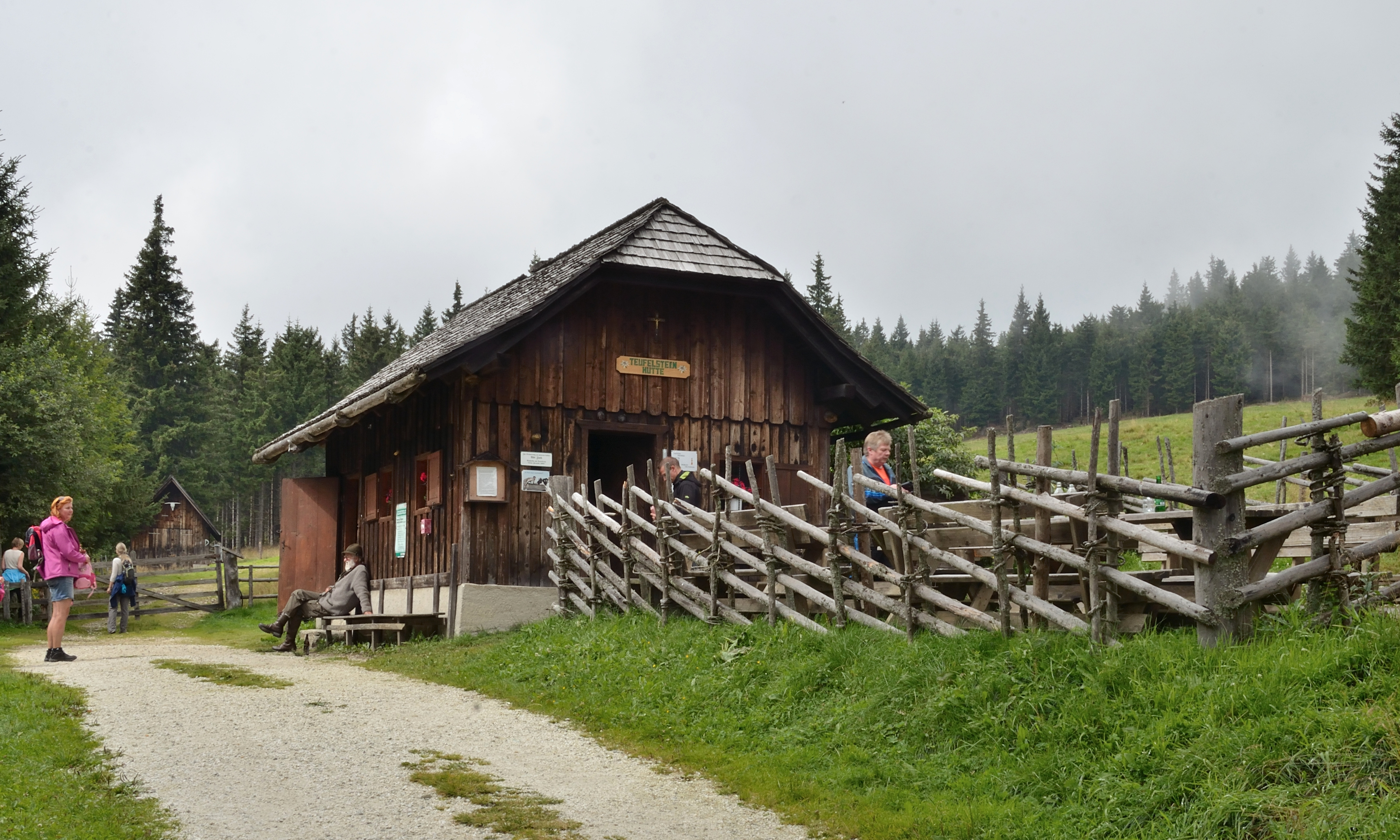
Die Teufelsteinhütte 500 m südlich des Gipfels
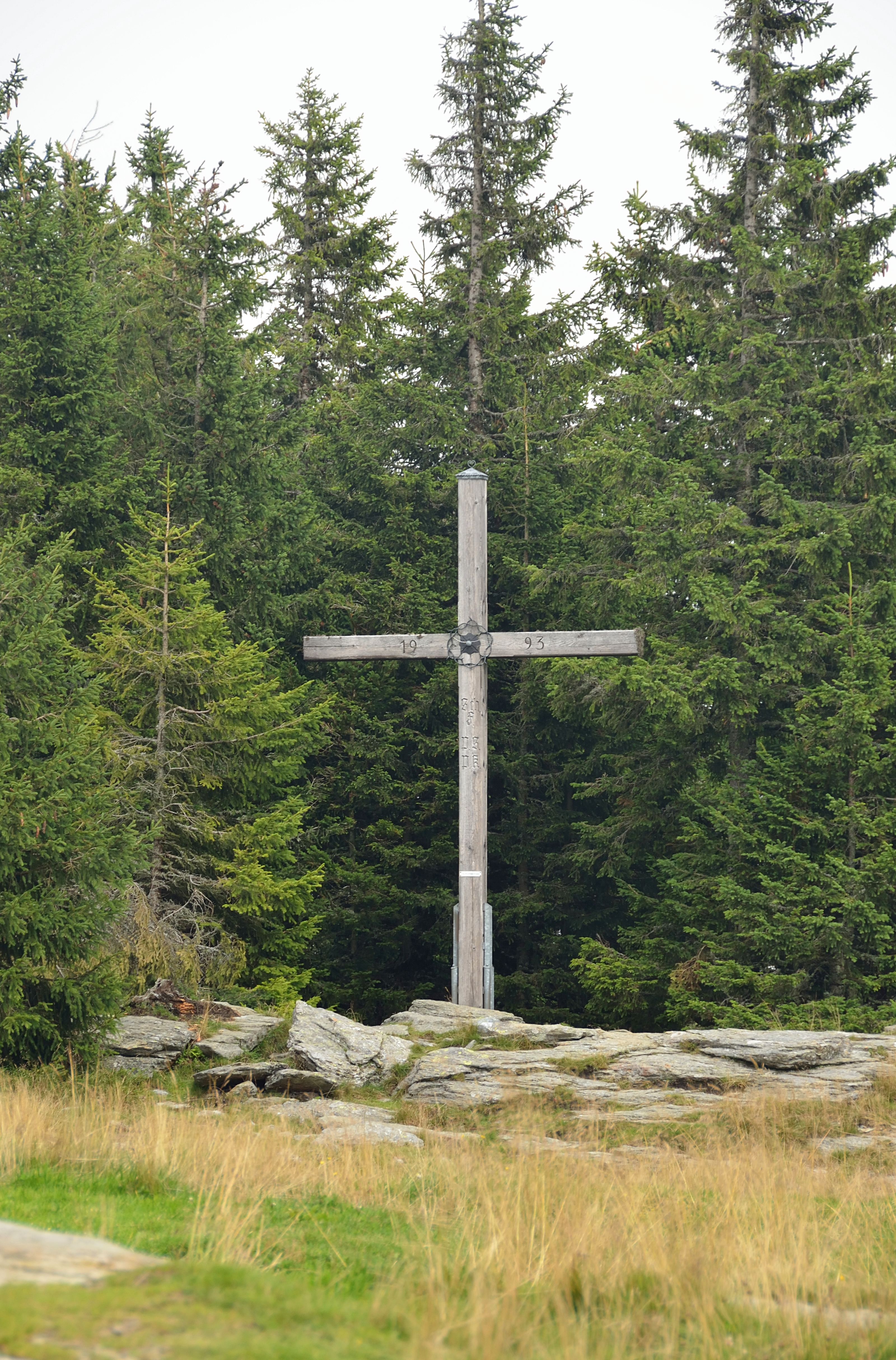
Gipfelkreuz